# Hières-sur-Amby
Hières-sur-Amby ist eine französische Gemeinde mit 1198 Einwohnern (Stand 1. Januar 2022) im Département Isère in der Region Auvergne-Rhône-Alpes. Die Einwohner nennen sich Hiérois (m) und Hiéroises (w).

## Geschichte
Das gallische Oppidum Larina lag im Gebiet des Stammes der Allobroger. Nach der Eroberung durch die Römer wurde dieses Gebiet als Provinz Gallia Narbonensis ein Zentrum der gallo-römischen Kultur. Aus dieser Zeit stammt die Nekropole von Larina, heute ein Archäologiepark, der zu den Monuments historiques zählt. Eine Weiheinschrift für den gallorömischen Gott Mercurius Vellaunus ist hier gefunden worden. Nach dem Rückzug Roms gehörte die befestigte Höhensiedlung Hières-sur-Amby im Mittelalter eine Zeit lang zu Burgund. In der merowingischen und karolingischen Aera bewahrte der Ort seinen weitgehend ländlichen Charakter. Ab dem 10. Jahrhundert drang der Feudalismus auch in dieses Gebiet vor.
Die Parochie Hières wurde zum ersten Mal 1291 in einem Grundverkaufsdokument genannt. Die Weiler Marignieu, Saint Étienne und Bourcieu, sowie die Hochburg von Hières sind ab dem Jahr 1300 bekannt, das Schloss wurde später auf einer Landspitze im Norden der Burg am Ausgang des Val d’Amby errichtet. Dieses Bauwerk wurde während der Französischen Revolution niedergebrannt, die heutigen Gebäude sind neuzeitliche Rekonstruktionen.
Bis zur Mitte des 19. Jahrhunderts waren Landwirtschaft und Handelsschifffahrt auf der Rhône Basis der lokalen Wirtschaft. Zwei für das Umland wichtige Mühlen standen in Bruine (moulin Violet) und Avaux (moulin d’Avaux). Sie waren bis 1926 in Betrieb und wurden dann von der Société de la Soie de Paris (einer Pariser Seidenerzeugung) erworben.

## Bevölkerungsentwicklung
| Jahr                       | 1962 | 1968 | 1975 | 1982 | 1990 | 1999 | 2008 | 2017 |
| Einwohner                  | 621  | 640  | 747  | 835  | 925  | 998  | 1153 | 1192 |
| Quellen: Cassini und INSEE |      |      |      |      |      |      |      |      |